# Produktkatalog

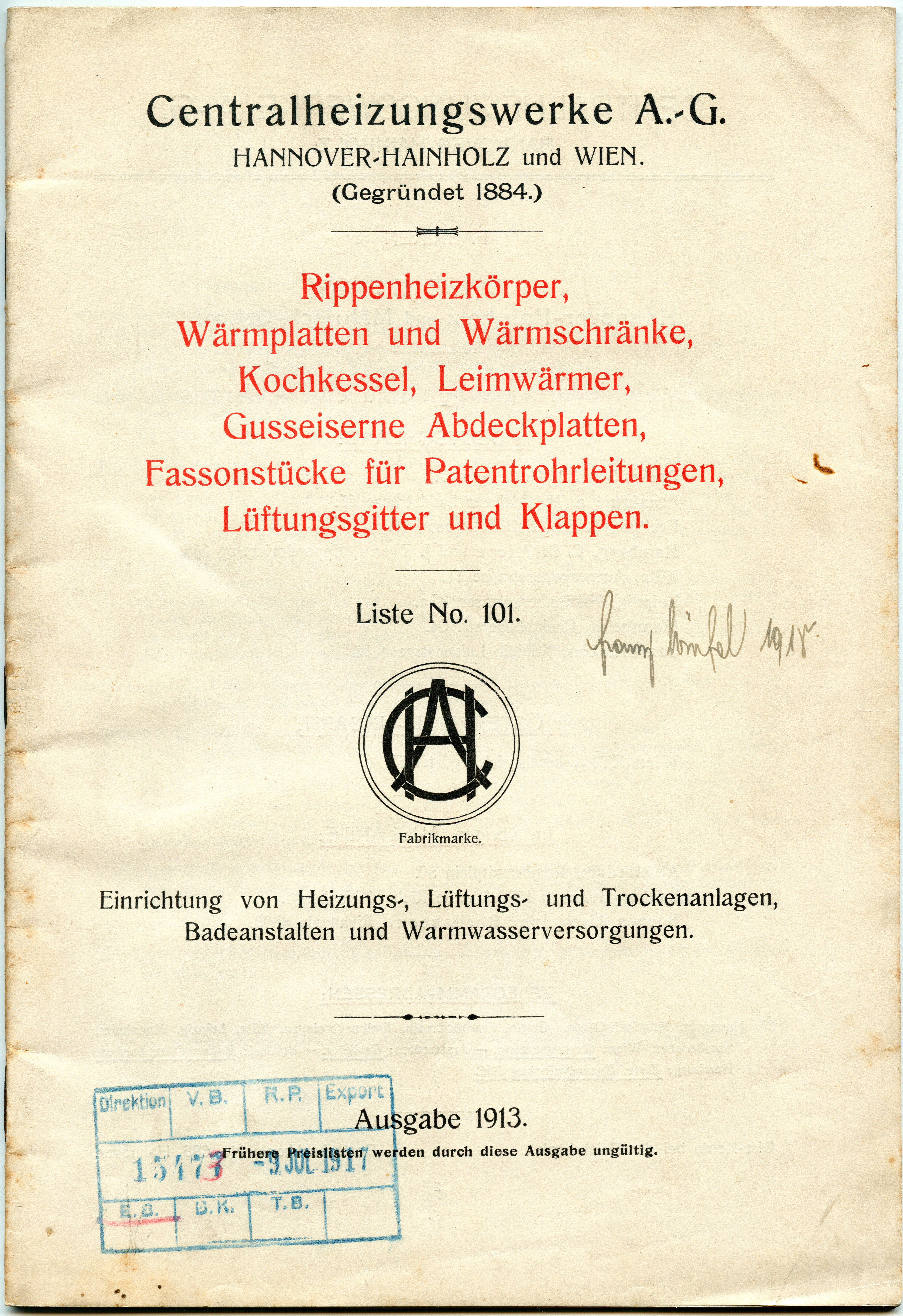
Titelblatt (Seite 1) des Kataloges „Liste 101“ der Centralheizungswerke A.G. von 1913

Ein Produktkatalog ist in der Wirtschaft eine systematisch geordnete Liste von Informationen eines Herstellers oder Händlers über Produkte oder Dienstleistungen.

## Allgemeines
Der Produktkatalog ist als Werbeträger ein wichtiges Instrument des Marketing und der Direktwerbung. Die bedeutendsten Kataloge sind der Versandhauskatalog für Waren und der Reisekatalog für Dienstleistungen. Im Versandhandel stellen Versandhauskataloge das wichtigste Kontaktinstrument zum Kunden dar. Sie visualisieren die angebotenen Produkte, die der Käufer ansonsten im Präsenzhandel betrachten oder sogar an- oder ausprobieren könnte. Viele Kataloge erscheinen heute nicht mehr als Druckerzeugnis, sondern Online auf der Website von Onlineshops.
Die Broschüre grenzt sich vom Katalog durch ihren geringen Umfang ohne Einband ab, der Prospekt preist ein oder wenige konkrete Angebote an und unterliegt im Finanzwesen stets der Prospekthaftung.

## Geschichte

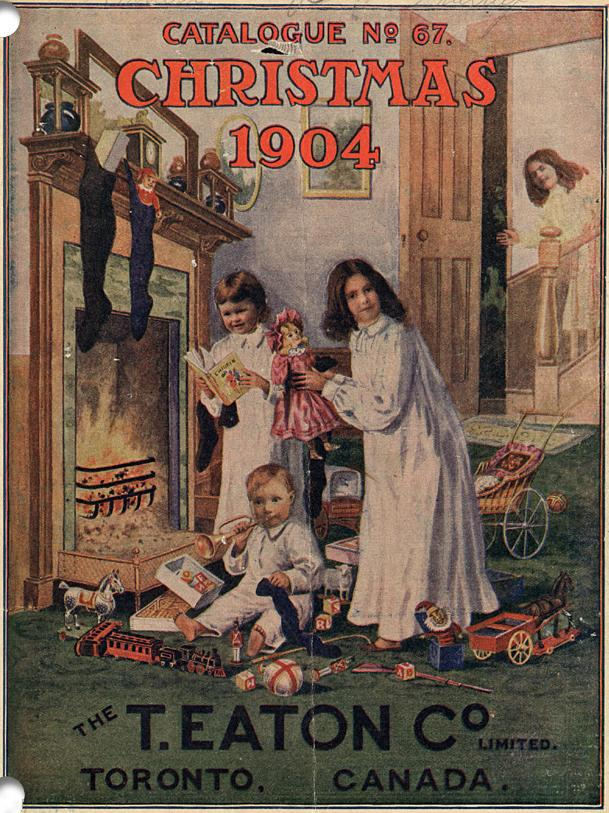
Eaton’s Weihnachts-Katalog (1904)

Als erster Katalog gilt der im Jahre 1498 in Venedig durch Aldus Manutius herausgebrachte Bücherkatalog; der älteste erhaltene Katalog ist der des englischen Gärtners William Lucas aus dem Jahre 1667. Benjamin Franklins Bücherkatalog aus 1744 enthielt 600 Angebote.
Der US-amerikanische Unternehmer Aaron Montgomery Ward (1843–1913) präsentierte den ersten Versandkatalog im Jahre 1872 für sein Versandgeschäft in Chicago. Er bestand aus einem einzigen Blatt mit den Angeboten und den Versandbedingungen. Anstatt seine Kunden – zumeist Farmer in den Weiten des amerikanischen Westens – in regelmäßigen Abständen persönlich zu besuchen, ihre Bestellungen aufzunehmen und dann bei seinem nächsten Besuch die Ware zu liefern, überließ er ihnen eine Warenliste. Im Jahre 1884 entwickelte sich daraus ein Katalog mit 240 Seiten und 10.000 angebotenen Artikeln. Timothy Eaton brachte 1884 seinen ersten transkanadischen Katalog heraus. Sears Roebuck veröffentlichte 1893 den ersten Katalog, ab 1897 versandte Sears Roebuck Kataloge im Umfang von 750 Seiten mit 6000 Artikeln. Eaton erreichte 1904 eine Auflage von 1,3 Millionen Exemplaren.
Im deutschsprachigen Raum erschienen die ersten bebilderten Kataloge ab 1886 von dem bereits im Jahr 1870 gegründeten und bis heute als Versandgeschäft tätigen Herrenausstatter Mey & Edlich. Mit der Herausgabe seiner ersten Warenkataloge im Jahr 1886 ist Ernst Mey in Leipzig als Begründer des deutschen Versandhandels zu betrachten. Es folgte 1887 der Kastner & Öhler Versand, der in Österreich als erster Kataloge verschickte und damit das Versandgeschäft betrieb. Die Idee des Versandhauskatalogs griff in Deutschland vermutlich Josef Witt, Gründer des Versandhandels Witt Weiden als einer der Ersten auf. Witt führte 1907 eine Auswahl seiner Produktpalette in einem Verzeichnis mit ansprechenden Beschreibungen und Illustrationen auf. Sein Ziel dabei war, seinen Kundenstamm unabhängig von der geographischen Ansiedlung der potentiellen Kunden zu erweitern.
Der von Katalogen abhängige Versandhandel gelangte in der Weimarer Republik zur Blüte, denn viele noch heute bestehende Versandhändler wurden gegründet: Versandhaus Klingel (1923), Baur Versand (1925), Friedrich Wenz (1926), Quelle (Oktober 1927), Schöpflin (1929), Bader Versand (1929), Vorwerk (1930) oder später Neckermann (Dezember 1938). Nach dem Zweiten Weltkrieg erschien der erste Katalog von Neckermann im März 1950, es folgte der des Otto-Versands im September 1950 mit 14 Seiten und einer Auflage von 300 Exemplaren. Westdeutsche Versandhauskataloge erlangten zu jener Zeit große Beliebtheit in der DDR. Der Neckermann-Katalog erreichte nach der Wiedervereinigung im Jahre 1990 mit 1000 Seiten Umfang und einer Auflage von 10 Millionen Exemplaren seine Höchstphase. Die Kataloge von Quelle (2009) und Neckermann (2012) stellten ihr Erscheinen zwischenzeitlich ein, der Otto-Versand brachte im November 2018 seinen letzten Katalog heraus. Grund war der Online-Handel, durch den die Bedeutung der Kataloge seit den 2000er Jahren stark zurückgegangen war.

## Inhalt
Kataloge besitzen einen bestimmten Aufbau. Nach dem Titelblatt folgt meist ein Inhaltsverzeichnis, das den Überblick über die Waren- oder Dienstleistungsgruppen verschafft. Deren Auflistung erfolgt meist nach einer bestimmten Systematik. Zum Beispiel werden alle Produkte eines bestimmten Herstellers aufgelistet oder es werden die Produkte zunächst nach ihrem Typ und dann nach Hersteller und Produktnamen sortiert. Häufig werden die Produktinformationen um technische Angaben, Qualitätsbeschreibung und/oder Grafiken, Abbildungen und Fotos ergänzt. Bilder helfen in Reisekatalogen, die noch fehlende Primärerfahrung des Urlaubserlebnisses durch die Betrachtung der Bilder vorwegzunehmen, weswegen der Bildteil in Reisekatalogen größer als der Textteil ist.

## Rechtsfragen
Preislisten, Speisekarten oder Produktkataloge stellen eine Aufforderung zur Abgabe eines Angebots dar, sind also selbst noch kein Angebot. Erst die Bestellung aus dem Katalog gilt als verbindliches Angebot. Deshalb können fehlerhafte Katalogangaben durch die bei Vertragsabschluss abgegebenen Willenserklärungen noch korrigiert werden. Werden die Fehler jedoch nicht bemerkt, kommt der Kaufvertrag auch mit einem fehlerhaften Kaufpreis zustande, doch kann der Verkäufer seine Willenserklärung wegen Inhaltsirrtums (§ 119 Abs. 1, 1. Alternative BGB) anfechten und dadurch den Vertrag auch rückwirkend nichtig machen (§ 142 Abs. 1 BGB). Eine eigenständige Prospekthaftung für die Richtigkeit der Angaben in Katalogen gibt es deshalb nicht. Gemäß § 12 PAngV hat der Anbieter von Leistungen ein Preisverzeichnis mit den Preisen für seine wesentlichen Leistungen aufzustellen, das in den Geschäftsräumen, im Schaufenster oder als Bildschirmanzeige anzubringen ist. Diesen Anforderungen genügt der Produktkatalog.